# Neuseeländische Cricket-Nationalmannschaft in England in der Saison 1965
Die Tour der neuseeländischen Cricket-Nationalmannschaft nach England in der Saison 1965 fand vom 27. Mai bis zum 13. Juli 1965 statt. Die internationale Cricket-Tour war Bestandteil der Internationalen Cricket-Saison 1965 und umfasste drei Tests. England gewann die Serie 3–0.

## Vorgeschichte
Für beide Mannschaften war es die erste Tour der Saison.
Das letzte Aufeinandertreffen der beiden Mannschaften bei einer Tour fand in der Saison 1962/63 in Neuseeland statt.

## Stadien
Die folgenden Stadien wurden für die Tour als Austragungsort vorgesehen.
| Stadion                  | Stadt      | Kapazität | Spiele  |
| ------------------------ | ---------- | --------- | ------- |
| Edgbaston Cricket Ground | Birmingham | 24.803    | 1. Test |
| Headingley Stadium       | Leeds      | 17.000    | 3. Test |
| Lord’s Cricket Ground    | London     | 30.000    | 2. Test |

## Kaderlisten
Die Mannschaften benannten die folgenden Kader.
| Test | Test |
| England | Neuseeland |
| --- | --- |
| - Mike Smith (K) - Bob Barber - Ken Barrington - Geoff Boycott - Tom Cartwright - Colin Cowdrey - Ted Dexter - John Edrich - Ray Illingworth - David Larter - Peter Parfitt - Jim Parks (wk) - Fred Rumsey - John Snow - Fred Titmus - Fred Trueman | - John Reid (K) - Frank Cameron - Richard Collinge - Bevan Congdon - Artie Dick (wk) - Graham Dowling - Ross Morgan - Dick Motz - Vic Pollard - Barry Sinclair - Bert Sutcliffe - Bruce Taylor - John Ward (wk) - Bryan Yuile |

## Tour Matches
| 9. – 11. Juni Scorecard | London (Oval) | Surrey 248 (82) & 295-4 (74) | – | New Zealanders 422-9d (150.2) |
|                         |               | Remis                        |   |                               |

## Tests

### Erster Test in Birmingham
| 27. Mai – 1. Juni Scorecard | Birmingham | England 435 (156.4) & 96-1 (30.5) | – | Neuseeland 116 (63) & 413 |
|                             |            | England gewinnt mit 9 Wickets     |   |                           |

England gewann den Münzwurf und entschied sich als Schlagmannschaft zu beginnen.

### Zweiter Test in London
| 17. – 22. Juni Scorecard | London (Lord’s) | Neuseeland 175 (74.5) & 347 (149) | – | England 307 (100.2) & 218-3 (60.5) |
|                          |                 | England gewinnt mit 7 Wickets     |   |                                    |

Neuseeland gewann den Münzwurf und entschied sich als Schlagmannschaft zu beginnen.

### Dritter Test in Leeds
| 8. – 13. Juli Scorecard | Leeds | England 546-4d (151)                           | – | Neuseeland 193 (88.1) & 166 (84) (f/o) |
|                         |       | England gewinnt mit einem Innings und 187 Runs |   |                                        |

England gewann den Münzwurf und entschied sich als Schlagmannschaft zu beginnen.